# Прокунино (Головинское сельское поселение)
Проку́нино — деревня в Судогодском районе Владимирской области, входит в состав Головинского сельского поселения.

## География

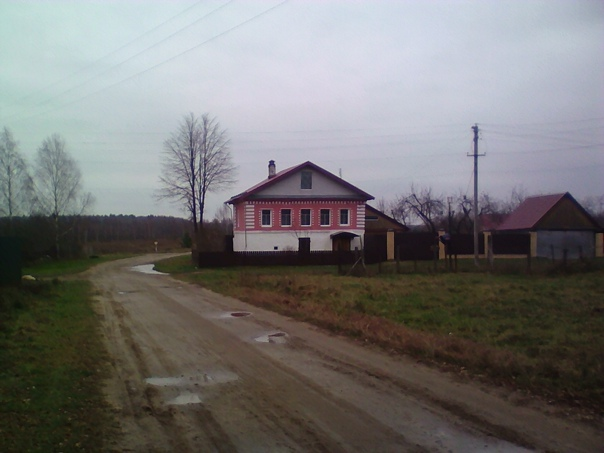
Дом в деревне Прокунино

Деревня расположена в 4 км к северо-западу от центра поселения посёлка Головино и в 3 км на восток от города Радужный.

## История
В конце XIX — начале XX века деревня входила в состав Подольской волости Владимирского уезда. В 1859 году в деревне имелось 23 двора, в 1905 году — 38 дворов, в 1926 году — 39 хозяйств и с/х кооператив.
С 1929 года деревня входила с состав Головинского сельсовета Владимирского района, с 1965 года — Судогодского района.

## Население
| 1859 | 1905 | 1926 | 2002 | 2010 | 2021 |
| ---- | ---- | ---- | ---- | ---- | ---- |
| 127  | ↗211 | ↘202 | ↘1   | ↗4   | ↗6   |